# Oghamstein von Knickeen

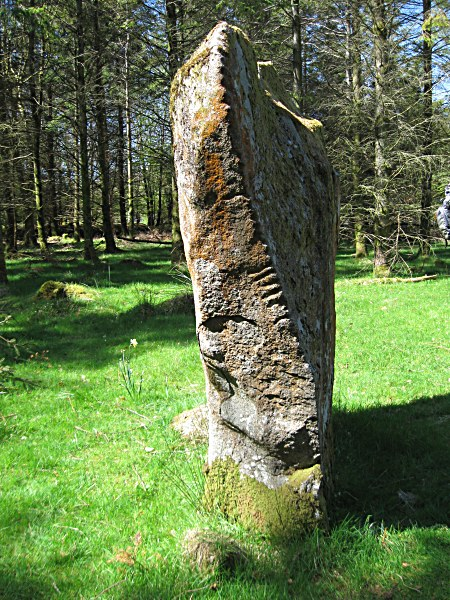
Oghamstein von Knickeen

Der Oghamstein von Knickeen liegt im Townland Knickeen (irisch An Cnoicín, dt. kleiner Hügel). Er ist auch als Donard Long Stone bekannt. Er ist aus Granit und wird als Menhir (englisch Standing stone) mit Ogham-Inschrift charakterisiert. Der an der Basis schmale, Ost-West orientierte Oghamstein steht in einem Wald bei Donard im County Wicklow in Irland. Er ist etwa 2,4 m hoch und trägt die Ogham-Inschrift ᚛ᚋᚐᚊᚔ ᚅᚔᚂᚔ᚜, MAQI NILI („des Sohnes von Nilos“).
Der Stein hat Risse, die von der Textur des Steines und Flechten weitgehend kaschiert werden.
Ogham ist die früheste Schriftform in Irland. Sie wird auch als keltisches Baumalphabet bezeichnet. Einige Markierungen beziehen sich auf irische Baumnamen. Berichten zufolge gibt es in Irland rund 400 Oghamsteine. Im County Wicklow gibt es vier denkmalgeschützte Oghamsteine (z. B. Castletimon und Crossoona Rath).

## Folklore
Die Folklore besagt, dass ein Riese Hafer anbaute und eines Tages vom Gipfel des 925 m hohen Lugnaquilla auf seinem Feld Schafe sah, die seinen Hafer fraßen. Er warf den riesigen Stein nach den Schafen. Die Rillen auf dem Stein sind seine Fingerabdrücke.